# Nur zu Besuch: Unplugged im Wiener Burgtheater
Nur zu Besuch, eigentlich Nur zu Besuch: Die Toten Hosen unplugged im Wiener Burgtheater ist ein Konzertalbum der deutschen Rockband Die Toten Hosen. Es wurde am 1. und 2. September 2005 im Zuge der Reihe MTV Unplugged im Wiener Burgtheater aufgenommen, von Jon Caffery produziert und über das bandeigene Label JKP am 18. November 2005 veröffentlicht. Das Album erreichte in Deutschland, Österreich und der Schweiz die Top 10 der Albumcharts und wurde bis ins Jahr 2010 mit zwei Platin-Schallplatten für mehr als 400.000 verkaufte Tonträger in Deutschland ausgezeichnet. Der dazugehörige Musikfilm erhielt ebenfalls Doppelplatin und verkaufte sich über 100.000 Mal in Deutschland.

## Gestaltung von Cover und Begleitheft
Coverfoto und Booklet, gestaltet von Dirk Rudolph, zeigen eine Außenansicht des Burgtheaters, Schwarzweißportraits der Musiker, die Bühnenbilder und den Blick von der Bühne ins Publikum während der Veranstaltung, aufgenommen von Donata Wenders.

## Entstehung
Die Band war seit dem Frühjahr 2004, unterstützt vom Musiksender MTV Deutschland, unter dem Motto Friss oder stirb auf Konzertreise. Zudem lief eine 16-teilige Fernsehserie mit dem Namen Friss oder stirb Ende des Jahres 2004 über Die Toten Hosen bei MTV. Es lag nahe, dass sich die Band den Künstlern anschloss, die bereits am Projekt Unplugged (engl. ohne Strom) des Senders MTV beteiligt waren.
Das Publikum an beiden Abenden im Burgtheater bestand zu einem großen Teil aus geladenen Gästen. Die wenigen Eintrittskarten für die Öffentlichkeit wurden von der Band über ein Losverfahren ausgegeben.
Die neuen Arrangements für Die Toten Hosen schrieb Hans Steingen, mit dem die Band seit 1996 und dem Album Opium fürs Volk zusammenarbeitet. Die Band bestand zum Zeitpunkt der Aufnahmen aus den Gitarristen Andreas von Holst und Michael Breitkopf, die für die Veranstaltung vollständig auf akustische Gitarren umgestiegen sind; von Holst spielt in einigen Stücken ein Banjo. Des Weiteren aus dem Bassisten Andreas Meurer, der eine akustische Bassgitarre spielt, und dem Schlagzeuger Vom Ritchie. Der Sänger und Frontmann der Gruppe Campino setzt gelegentlich ein Kazoo ein. Andreas von Holst unterstützt ihn durch Gesang im Hintergrund. Die Gastmusiker Raphael Zweifel und Esther Kim unterstützten die fünfköpfige Band am Cello, Klavier und Akkordeon.
Nach den Regeln der MTV-Unplugged-Konzerte sollen die Musiker während der gesamten Show auf Stühlen Platz nehmen. Damit konnte sich Campino, der für gewöhnlich auf der Bühne ständig in Bewegung ist, nicht anfreunden. Am Ende wurde eine große Reisekiste aufgestellt, an die sich der Sänger halb stehend anlehnen konnte: „Für mich verbietet sich Singen im Sitzen eigentlich. In 23 Jahren habe ich mich im Proberaum nicht einmal hingesetzt. Der Bauch muß atmen können. Das Flightcase war ein akzeptabler Kompromiß“, äußerte er sich dazu in einem Interview mit Birgit Fuß im Rolling Stone vom Dezember 2005.
Die Konzerte wurden unter der Leitung von Jon Caffery von Heinen Mobile Studios aufgenommen. Die Abmischung erfolgte in den Studios 301 in Köln und das endgültige Mastering erfolgte im Monoposto Studio in Düsseldorf.

## Musiktitel
Die Setliste beginnt mit dem Song Blitzkrieg Bop von den Ramones und dem Lied Opel-Gang vom gleichnamigen Debütalbum der Band in gemäßigtem Tempo.
Neben eigenen Stücken der Band, Auswärtsspiel, Nichts bleibt für die Ewigkeit, Hier kommt Alex als Klavierstück beginnend mit den ersten Takten von Beethovens Mondscheinsonate, Das Mädchen aus Rottweil, Wünsch Dir was, Böser Wolf, Pushed Again, Alles aus Liebe, Freunde, Nur zu Besuch und schließlich Schönen Gruß, auf Wiederseh’n, enthält das Album als Coverversionen die Coverversionen The Guns of Brixton, im Original von The Clash, und Hand in Hand von den Beatsteaks. Dazwischen wird das Trinklied Eisgekühlter Bommerlunder als Bar-Jazznummer dargeboten, während Campino die anwesenden Musiker vorstellt.

Thema aus Hier kommt Alex – unplugged

Drei neue Titel Popmusik, Der Bofrost Mann und Weltmeister sind eine weitere Zusammenarbeit mit Funny van Dannen. Das Lied Weltmeister mit dem zuversichtlichen Refrain „Wir werden Weltmeister, Weltmeister, Weltmeister sein“ war, von der sportbegeisterten Band, zur Einstimmung auf die Fußballweltmeisterschaft 2006 gedacht.
Bei dem Lied Der letzte Kuss handelt es sich ebenfalls um eine Erstveröffentlichung, die Band hatte das Lied bereits auf der Tour Friss oder stirb live vor größerem Publikum präsentiert.

## Veröffentlichungen

### Singles
Kurze Zeit nach der Veröffentlichung des Albums erschien 2005 die Single Hier kommt Alex – Unplugged. Auf der B-Seite befindet sich die beiden Unplugged-Versionen der Titel Was zählt und You’ll Never Walk Alone.
2006 wurde die Coverversion The Guns of Brixton als Single veröffentlicht; zusätzlich der gemeinsamen Interpretation des Songs mit dem Musiker Gentleman in einer Reggae-Version bei der Comet-Verleihung 2005. Als dritten Song enthält die Single die Unplugged-Version von Steh auf, wenn du am Boden bist.

### Musikfilm
Unter Regie von Paul Shyvers entstand ein Konzertfilm, der am 2. Dezember 2005 als DVD veröffentlicht wurde. Der Film zeigt zehn Musikstücke, die auf der Veranstaltung gespielt wurden, jedoch nicht als CD erhältlich sind; unter anderen Bonnie & Clyde als Country-Musik, Call of the Wild, eine Zusammenarbeit mit T. V. Smith, und Madeleine (aus Lüdenscheid), dessen Text von Funny van Dannen stammt. Das Ende setzt der Abgesang der Zuschauer mit You’ll Never Walk Alone, der Hymne des FC Liverpool, mit der sich die Band seit Jahrzehnten bei jedem Livekonzert vom Publikum verabschiedet.
Die DVD enthält zudem eine Dokumentation mit dem Titel Der lange Weg nach Wien von Regisseur Stefan Kloos über die Entstehung des Albums. Dazu gehören die acht Wochen Vorbereitung der Gruppe auf die Veranstaltung, zunächst in ihrem eigenen Proberaum in Düsseldorf, später eine Stellprobe im Tor 3, bevor die Band nach Wien reiste. Gezeigt werden kurze Interviews mit den Bandmitgliedern und dem Team, zudem diverse Outtakes. Kloos hielt Campinos einweisende Worte fest, die er vor Beginn der Veranstaltung und der damit verbundenen Kamera und Tonaufnahmen an das Publikum richtete. Dabei spielte Campino einen Wiener Walzer auf einem elektrischen Klavier.

## Resonanz

### Charterfolge und Auszeichnungen
Das Album erreichte Platz fünf der Charts in Deutschland, Platz sechs in Österreich und Platz sieben in der Schweiz. Bereits im Veröffentlichungsjahr wurde es in Deutschland mit einer Goldenen Schallplatte und 2006 mit einer Platin-Schallplatte ausgezeichnet; bis 2010 erreichte es zweimal Platin. In Österreich wurde das Album im Jahr 2006 mit einer goldenen Schallplatte ausgezeichnet.
Nur zu Besuch: Unplugged im Wiener Burgtheater wurde von den Hörern des Radiosenders 1 Live mit der Eins Live Krone als „Bestes Album 2006“ gewählt.

### Medien
Manfred Glamowski stellte in der Januarausgabe 2006 des Magazins Rock Hard fest, dass „bekannte Knaller wie ‚Hier kommt Alex‘ und ‚Nichts bleibt für die Ewigkeit‘ auch ohne Stromgitarren erstaunlich gut funktionieren“ und „das bittere ‚Böser Wolf‘ durch die sanfte Instrumentierung sogar noch um einiges eindringlicher“ werde. Der Sound sei „glasklar, ein bisschen ließe aber das Livefeeling zu wünschen übrig“. Glamowski vermutete, dass „das an der Atmosphäre im bestuhlten, altehrwürdigen Wiener Burgtheater“ liegen könne.
Der Rezensent in den Kulturnews sah das Album als „Kontrast zwischen Hoch- und Punkkultur, der auf der DVD noch deutlicher würde“. Olaf Neumann schreibt für die Zeitschrift Pyranha im Dezember 2005: „Wer sich von den Grölchören der Toten Hosen bisher immer abschrecken ließ, der könnte sich jetzt von ihren akustischen Preziosen angezogen fühlen. Nie klang die Band so verletzlich wie heute.“ Besonders beeindruckten Neumann die Neufassungen von Pushed Again, Ich bin die Sehnsucht in dir und Der letzte Kuss. Sie würden „dem geneigten Hörer wohlige Schauer über den Rücken jagen“.
Markus Bellmann kreidete im Internetportal Plattentests.de an, dass ein paar Songs „doch eher unspannend dahergeklampft“ werden würden, räumt jedoch ein, dass „das Experiment ‚Unplugged‘“ sich für die Band „definitiv gelohnt“ habe. „Schiefes Wandergitarrengeschrammel vermeidend“ würden „die Herrschaften zeigen, daß sie als Musiker und als Komponisten längst nicht mehr Punk im alten Wortsinn“ seien.
Henning Richter schrieb im Musikexpress vom Januar 2006, dass die Band Die Toten Hosen „die Rock-Nation spalten“ würde. Nach Abwiegen der Pro und Contras, wobei er sich hauptsächlich auf die Seite bezieht, die der Band den kommerziellen Erfolg und die Popularität ankreidet, kommt er zu einem 4:2 Ergebnis zu Gunsten des Albums. Für die Zeitschrift Metal Hammer aus dem Februar 2006 schrieb Richter ein Review über das Album. Er fand es „nicht so spannend“, dass „viele der akustischen Arrangements von den Elektro-Fassungen übernommen werden“. Unterhaltsam fand er hingegen Eisgekühlter Bommerlunder als „Bar-Swing“ und für „gelungen“ hielt er Opel-Gang als Piano-Ballade und Hier kommt Alex als nachdenkliches Chanson.